# Caecilie Weissert
Caecilie Weissert (* 1967) ist eine deutsche Kunsthistorikerin.

## Leben
Sie studierte in München, Berlin und Stuttgart und schloss als Magistra Artium 1993 an der Ludwig-Maximilians-Universität München ab. Von 2001 bis 2008 war sie Hochschulassistentin am Institut für Kunstgeschichte an der Universität Stuttgart, wo sie sich 2009 zur niederländischen Kunst des 16. Jahrhunderts habilitierte. Ebenfalls 2009 war sie Gastdozentin an der Georgia State University in Atlanta. Von 2012 bis 2013 war sie ordentliche Professorin für Mittlere und Neuere Kunstgeschichte an der Universität Wien. Sie vertrat dann die W3-Professur für Kunstgeschichte an der Universität Stuttgart und wurde ebendort im Dezember 2015 zur außerplanmäßigen Professorin ernannt. Von 2020 bis 2021 war Weissert Wissenschaftsmanagerin an der Philosophischen Fakultät der Eberhard Karls Universität in Tübingen. Seit 2021 ist sie ordentliche Professorin für Kunstgeschichte der Neuzeit (1400–1800) an der Christian-Albrechts-Universität zu Kiel.
Ihre Forschungsschwerpunkte liegen unter anderem in der Antikenrezeption, der europäischen und insbesondere niederländischen Kunst und Kultur der Frühen Neuzeit und der Methodologie der Kunstgeschichte.

## Publikationen (Auswahl)
- Ein Kunstbuch? Le Musée Français. Magisterarbeit. Verlag Engel, Stuttgart 1994.
- Reproduktionsstichwerke. Vermittlung alter und neuer Kunst im 18. und frühen 19. Jahrhundert. Verlag Reimer, Berlin 1999.
- als Herausgeberin: Stil in der Kunstgeschichte. Neue Wege der Forschung. Wissenschaftliche Buchgesellschaft, Darmstadt 2009.
- Stil. In: Enzyklopädie der Neuzeit, 12. Hrsg. v. Roland Kanz u. a., Stuttgart/Weimar 2010.
- Die kunstreichste Kunst der Künste. Niederländische Malerei des 16. Jahrhunderts. Habilitationsschrift. Hirmer, München 2011.
- als Herausgeberin: Zwischen Lust und Frust. Die Kunst in den Niederlanden und am Hof Philipp II. von Spanien (1527–1598). Böhlau, Köln/Weimar/Wien 2013.
- Bewundern und Betrügen. Kopie und Reproduktion in den Niederlanden im 16. und 17. Jahrhundert. In: Fälschung – Plagiat – Kopie. Künstlerische Praktiken in der Vormoderne (= Beiträge des kunsthistorischen Forums Irsee). Hrsg. v. Birgit Ulrike Münch und Andreas Tacke. Imhof, Petersburg 2014, S. 98–108.
- Charles Le Bruns Expression des passions und die Têtes d’expression im Kontext physiologischer Betrachtungen. In: Ars – Visus – Affectus. Visuelle Kulturen des Affektiven in der Frühen Neuzeit. Hrsg. von Anna Pawlak, Lars Zieke und Isabella Augart. De Gruyter, Berlin/Boston 2016, S. 251–272.
- Personifications of Caritas as Reflexive Figures. In: Personification. Embodying Meaning and Emotion (= Intersections, 41). Hrsg. v. Walter Melion und Bart Ramakers. Brill, Leiden/Boston 2016, S. 491–517.
- Wer ist der Tor? Wort und Bild im Selbstporträt von Anthonis Mor (1558). In: Marburger Jahrbuch für Kunstgeschichte 44 (2018), S. 39–61.
- Ut pictura musica. Frans Floris and chromatic music. In: Simiolus. Netherlands quarterly for the history of art  40.4 (2019), S. 270–291.
- als Herausgeberin: Niederlande und Frankreich. Austausch der Bildkünste im 16. Jahrhundert – The Netherlands and France. The Exchange of Visual Arts in the 16th Century. Böhlau, Köln/Weimar/Wien 2020.
- Roger de Piles – The Concept of Grace and The Secrets of Art. In: Quid est secretum? On the Visual Representation of Mystery and Secrecy in Early Modern Europe 1500-1700 (= Intersections, 65.1). Hrsg. v. Walter S. Melion, Agnès Guiderdoni und Ralph Dekoninck. Brill, Leiden/Boston 2020, S. 297–426.